# Sallekhana

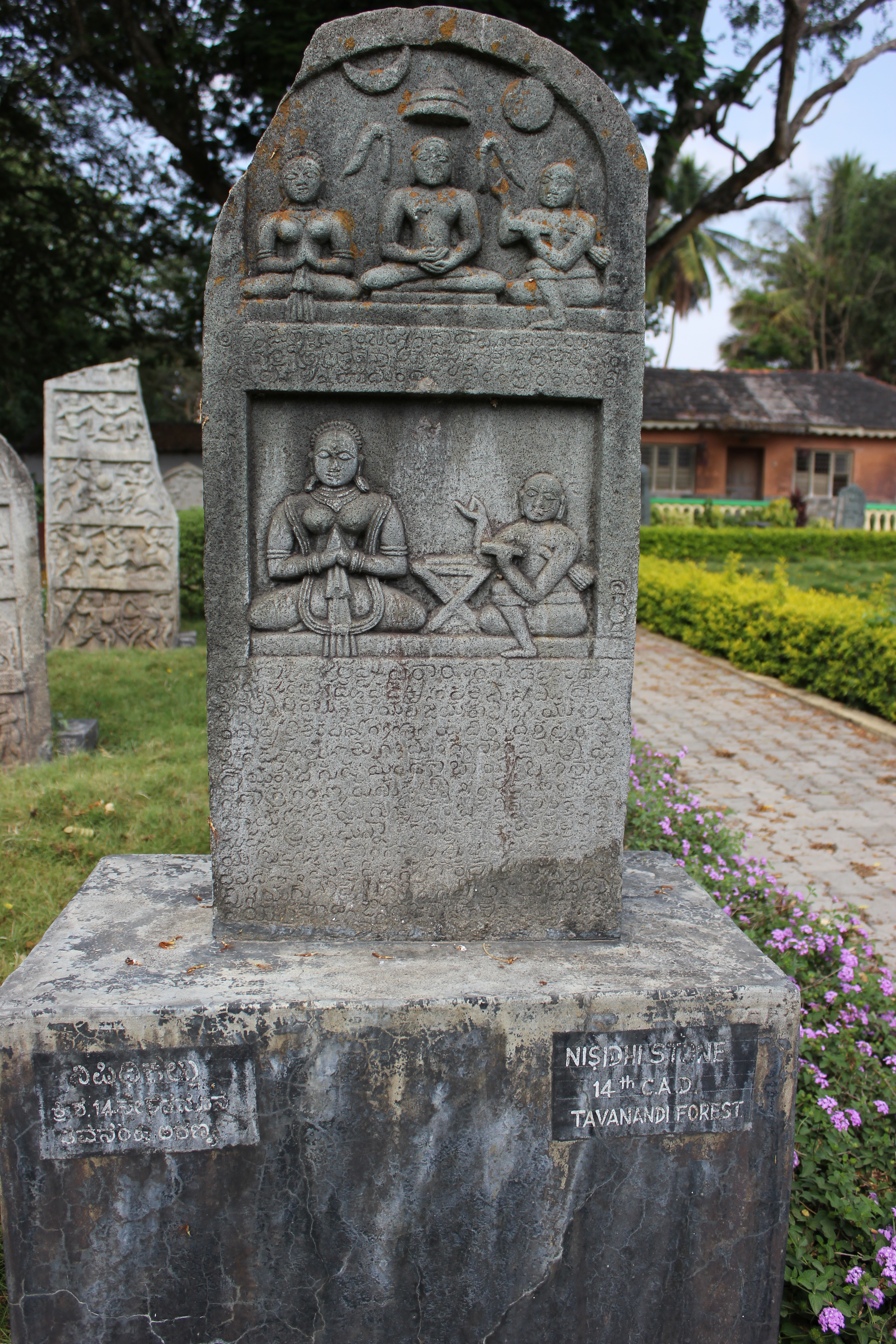
Nishidhi, una lapide del XIV secolo che raffigura l'osservanza del voto di Sallekhana con la vecchia iscrizione di Kannada. Trovato nella foresta di Tavanandi, Karnataka, India.

Sallekhana (IAST: sallekhanā), noto anche come samlehna, santhara, samadhi-marana o sanyasana-marana, è un voto praticato nel giainismo. È la pratica religiosa del digiuno volontario fino alla morte, riducendo gradualmente l'assunzione di cibo e liquidi.  È visto nel giainismo come il diradamento delle passioni umane e del corpo, e un altro mezzo per distruggere il karma che influenza la rinascita ritirando tutte le attività fisiche e mentali. Dopo il voto sallekhana, la preparazione e la pratica rituale possono estendersi in anni.
C'è un dibattito sulla pratica dal punto di vista del diritto alla vita e della libertà di religione. Nel 2015, l'Alta Corte del Rajasthan ha vietato la pratica. Più tardi quell'anno, la Corte Suprema dell'India ha sospeso la decisione dell'Alta Corte del Rajasthan e ha permesso il Sallekhana.
L'avvocato Suhrith Parthasarathy ha criticato la sentenza dell'Alta Corte e ha scritto: "Sallekhana non è un esercizio nel tentativo di ottenere una morte innaturale, ma è piuttosto una pratica intrinseca alla scelta etica di una persona di vivere con dignità fino alla morte". Ha anche sottolineato che la Corte Suprema nel caso Gian Kaur riconosce esplicitamente il diritto a vivere con dignità umana nell'ambito del diritto alla vita. Ha inoltre citato che la Corte Suprema ha scritto nel caso in questione, "Il diritto alla vita può includere il diritto di un uomo morente di morire con dignità anche quando la sua vita sta diminuendo".
Il 31 agosto 2015, la Corte suprema ha ammesso la petizione di Akhil Bharat Varshiya Digambar Jain Paris e assicurato l'innocenza. È rimasta la decisione dell'Alta Corte che ha concesso la pratica.